# Nerudova (Kralupy nad Vltavou)
Nerudova je krátká ulice v Kralupech nad Vltavou spojující ulice S. K. Neumanna s Hennigsdorfskou. Je obousměrně průjezdná, orientovaná východ-západ, a nachází se zde autobusová zastávka Kralupy n. Vlt., Poliklinika. Na její východní straně je vpravo obchodní dům Říp a vlevo parkoviště. Následuje vlevo budova pošty Kralupy nad Vltavou 1 a vpravo obytné domy. Ty jdou až na konec ulice. Vlevo je pak objekt bývalé telefonní ústředny od architekta Václava Aulického.
Je pojmenována podle básníka Jana Nerudy. Jedná se o mladší ulici, vydlážděna byla až v roce 1925. Původně byla delší, šla až k Zákolanskému potoku a v jejím pokračování pokračovala dnešní ulice Jana Palacha. Domy, které zde stály byly z konce 19. a počátku 20. století. Jednalo se o nižší obytné domy s obchody a službami, bylo zde i kino. Většina domů byla zbourána ve druhé polovině 20. století. Část Nerudovy za ohybem směrem k severu nahradilo sídliště Hůrka. Domy, které zmizely na začátku ulice nahradilo Zdravotní středisko (obchodní dům Říp) a parkoviště.
V ulici se dříve pořádaly výroční trhy a konala četná procesí.

## Galerie

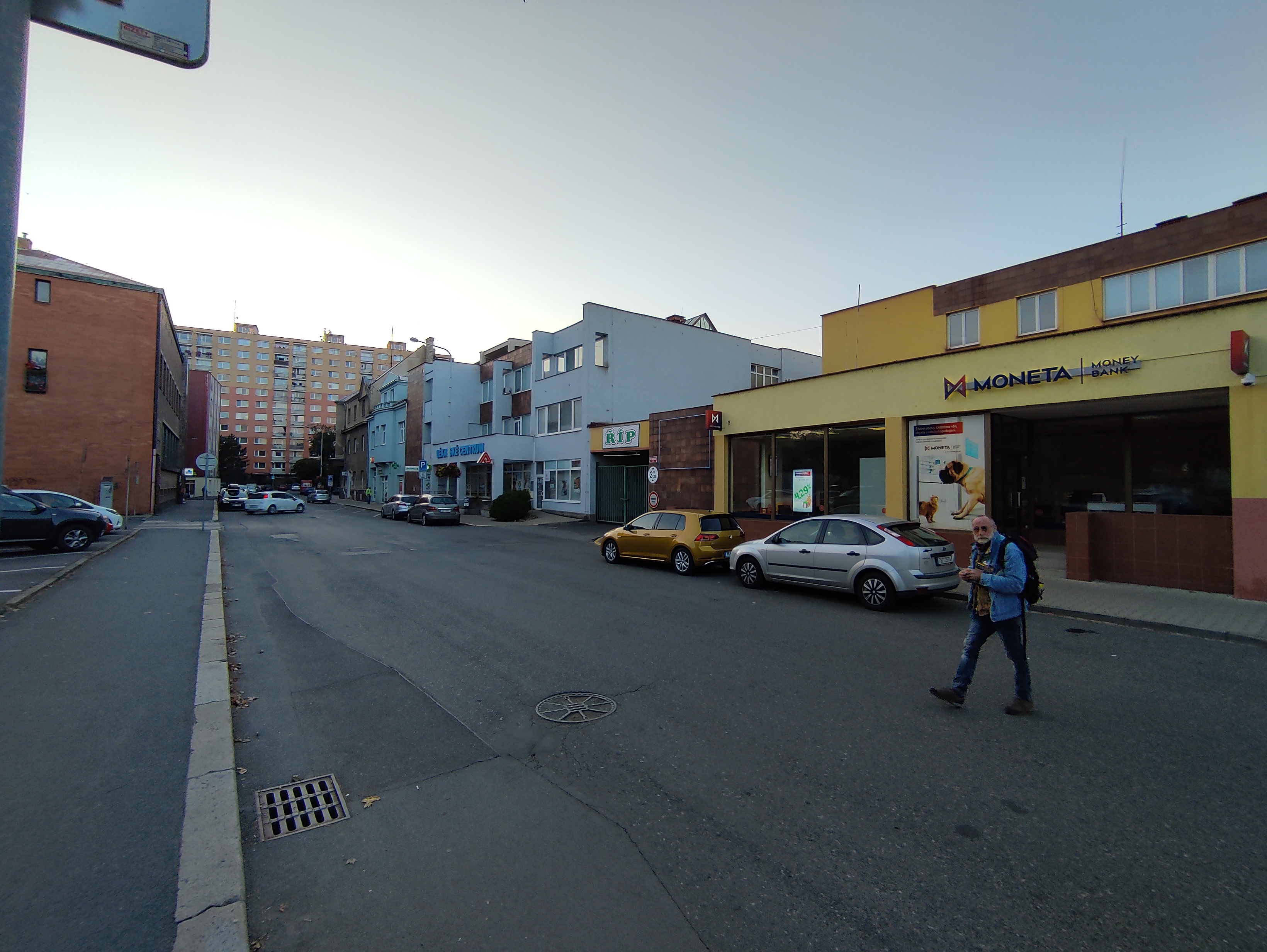
Pohled z ulice S. K. Neumanna. Vpravo OD Říp a za ním Lékařské centrum. Vzadu panelák sídliště Hůrka a vpravo parkoviště (2021)
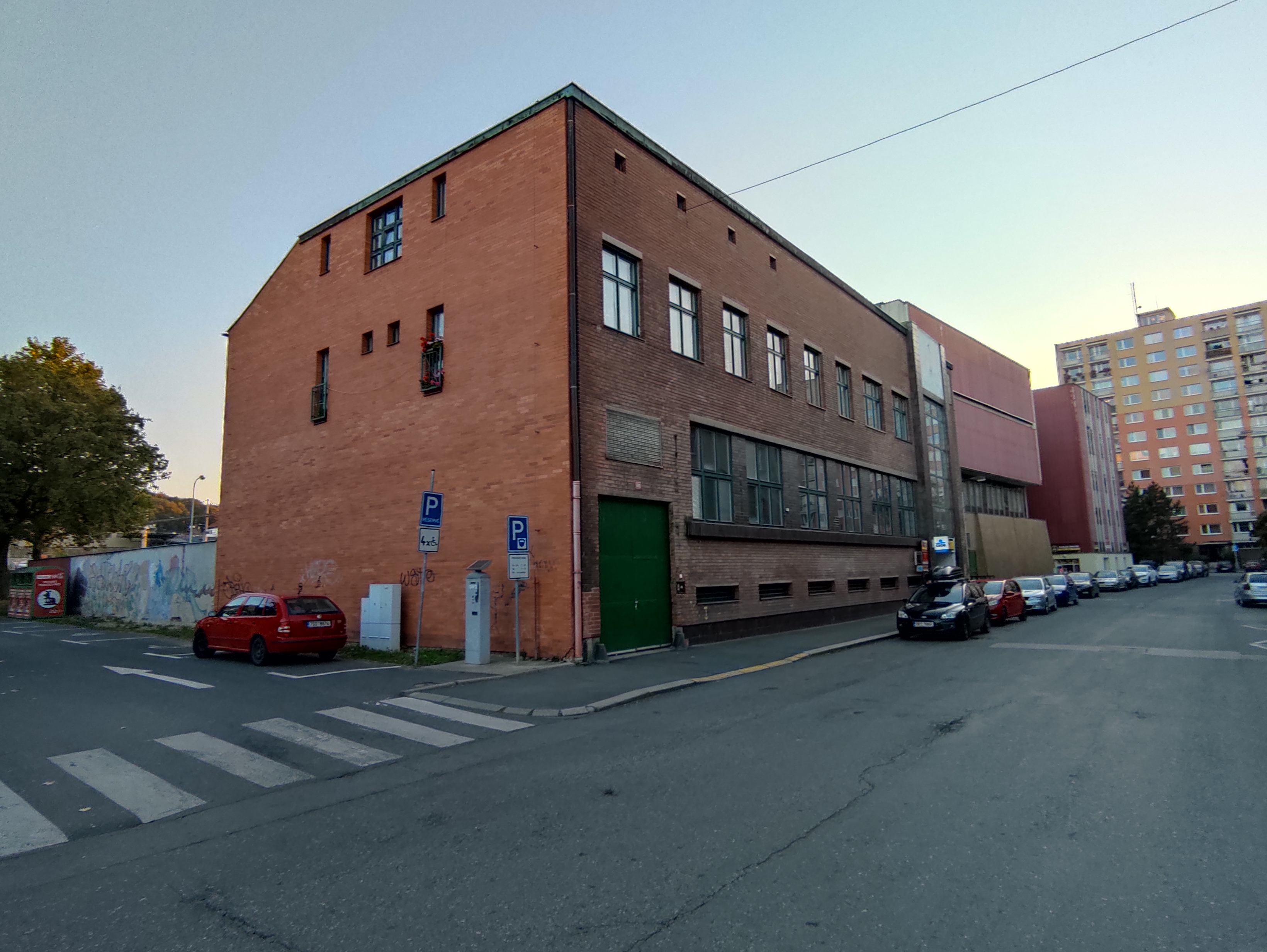
Pohled z ulice S. K. Neumana vlevo. Nejprve parkoviště, následuje budova pošty a bývalá telefonní ústředna (2021)
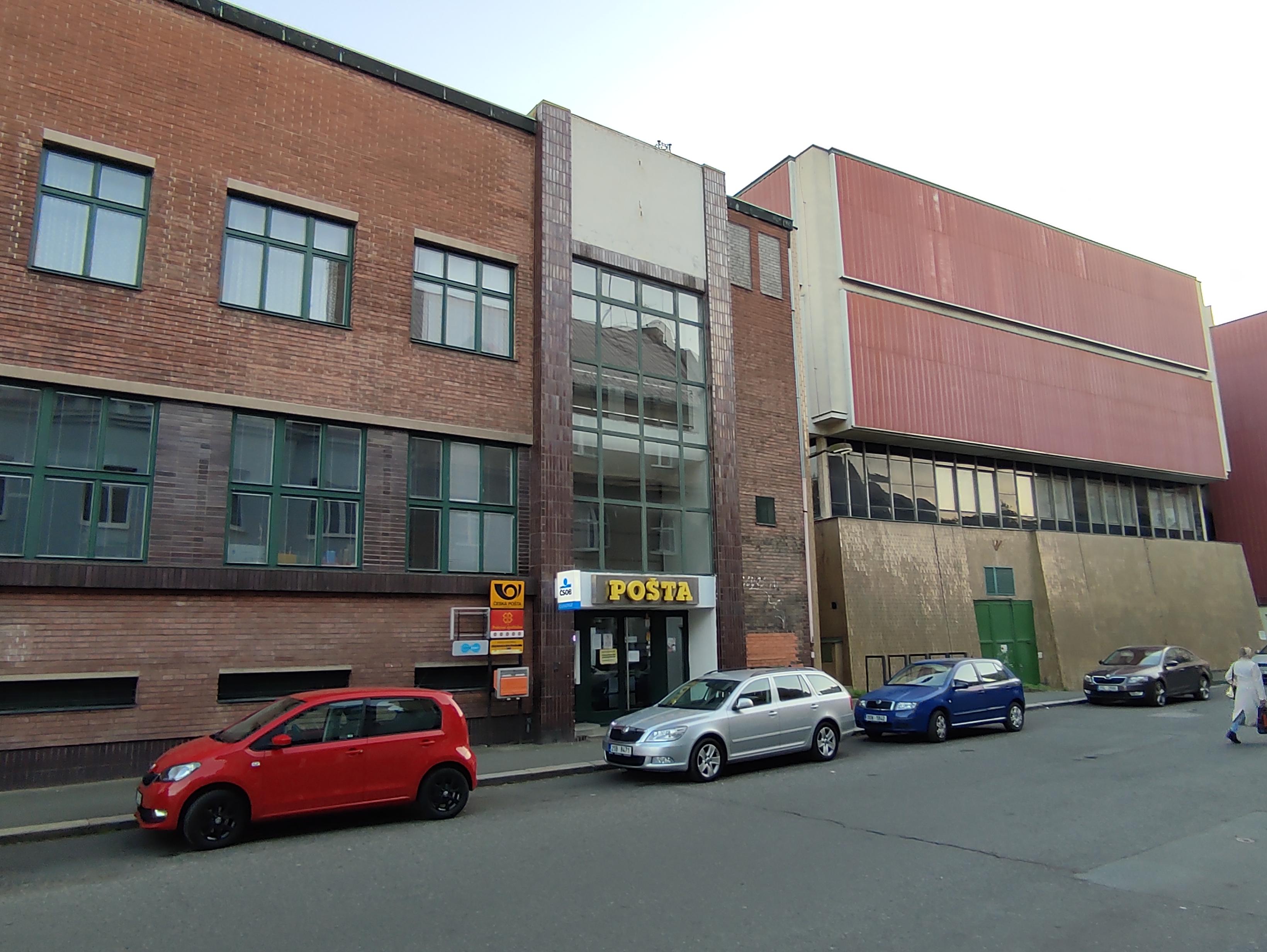
Budova pošty, detail
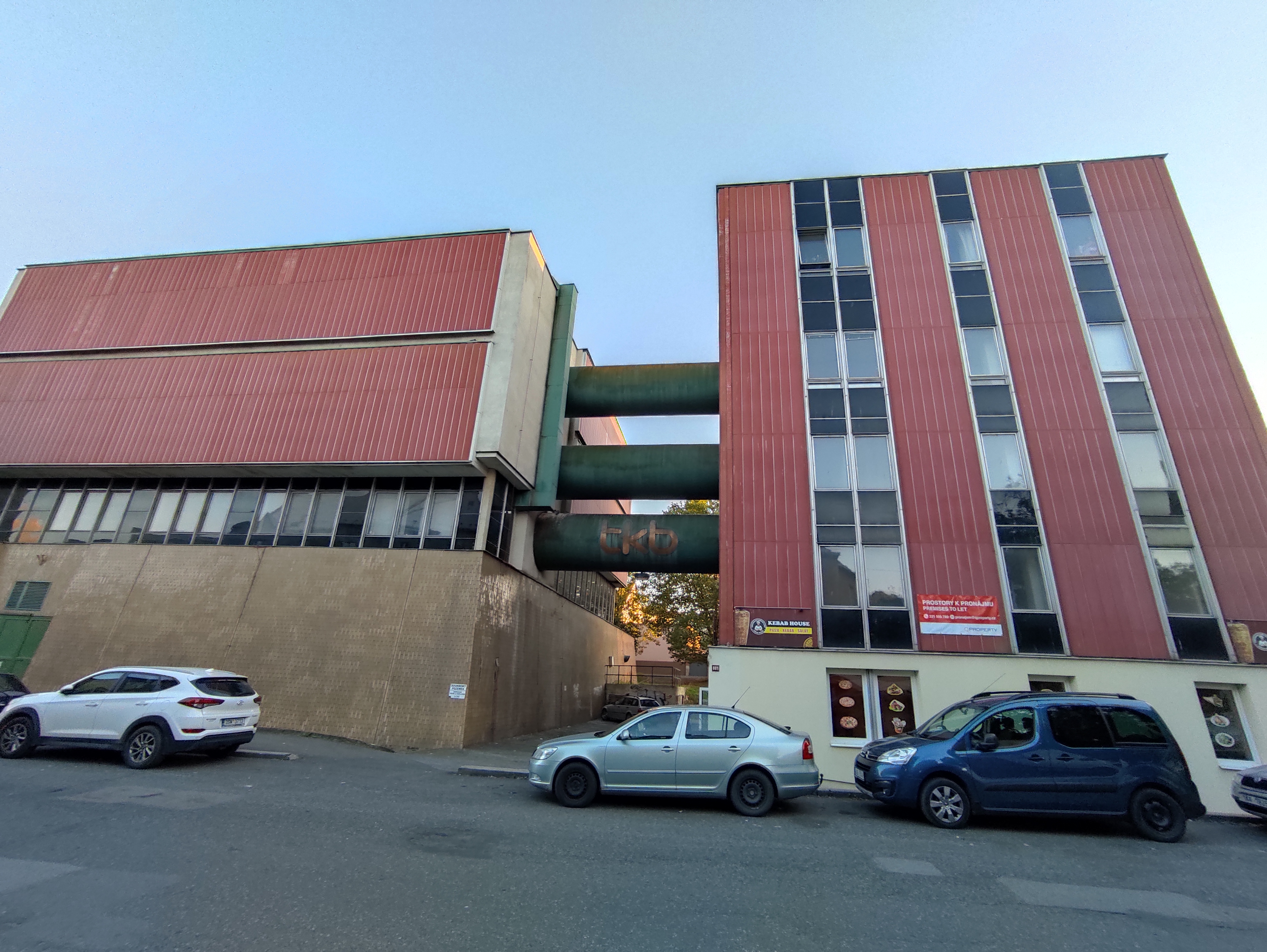
Bývalá telefonní ústředna (2021)